# Куштеми
Куштеми, кесутами, кесдиин (монг. хэсдэм, хэсдин) — средневековое монгольское племя, вошедшее в состав империи Чингисхана в начале XIII века. В письменных источниках куштеми упоминаются в составе лесных племён (хойин-иргэн), проживавших на севере Монгольской империи.

## Этноним
Исследователи согласны в том, что термины кесдиин и куштеми сопоставимы с часто встречающимся в документах XVII—XVIII веков термином кыштым, собирательным название мелких сибирских племён, находившихся в даннической зависимости от более сильных соседей. Кыштымами монгольские Алтан-ханы называли всех своих саяно-алтайских данников. Термином кыштым именовали данников бурятских князей, а также некоторые собственно бурятские роды, находившиеся в даннической зависимости.
Наименование кыштым на протяжении всей истории своего существования использовалось в двух значениях: как название страны или народа и как социальный термин. Кроме форм кесдиин и куштеми в литературе встречаются следующие формы: кесутами, кестеми, кистами, кэсдэм, киштым, кэштим, кэшидин, кесдем, коштеми, кешдем, кэшидянь, кестим, гешдум, киштим, кстим, искитим, скедем, кистими, кестем. В монголоязычной литературе этноним отражён в формах: хэсдэм, хэсдин, кесутами, куштеми.

## История

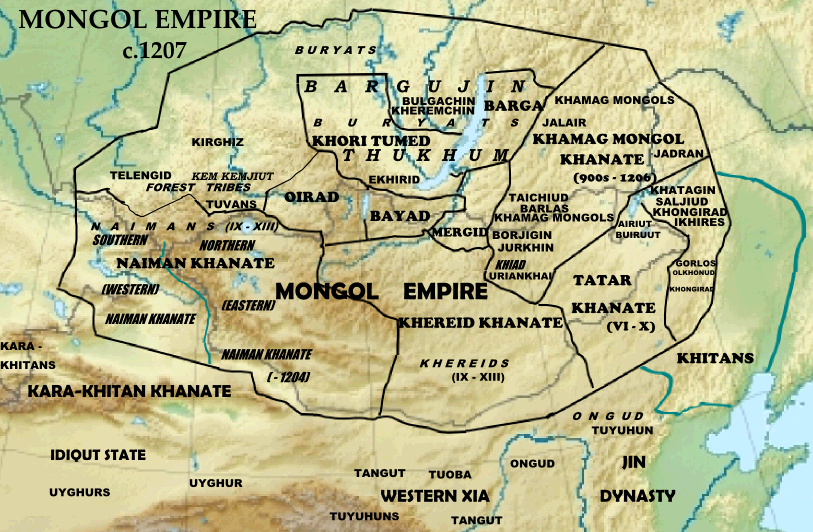
Монгольская империя в 1207 г.

Согласно сведениям из «Сборника летописей», куштеми (кесутами) представляли собой одно из племён, «которых в настоящее время называют монголами». Куштеми проживали по соседству с такими племенами как урасут и теленгут.
Местопребыванием этих племён, по-видимому, были пространства между верховьями pp. Оби и Енисея. На карте «Старой Сибири», приложенной к «Сибирской Истории» И. Е. Фишера, теленгуты показаны обитающими по верховьям Оби и её правому притоку Томь. Согласно Б. З. Нанзатову, эти племена проживали на Алтае. К. Д’Оссон локализует теленгутов и урасутов на территории к западу от оз. Байкал.
В «Сокровенном сказании монголов» племена теленгут, урасут и куштеми отражены под именами теленгут, урсут и кесдиин. Под именем урасут (урсут, уруснут) ранее было известно бурятское племя хонгодоров. Теленгуты известны в составе калмыков. В составе бурят известны под именем долонгут. В современной Монголии этноним распространён в форме теленгэд (тэлэнгэд).
Согласно Рашид ад-Дину, «они хорошо знают монгольские лекарства и хорошо лечат монгольскими [способами]. Их также называют лесным племенем, потому что они обитают по лесам». «У этих племен [урасут, теленгут и куштеми] страна была расположена по ту сторону киргизов, [на расстоянии] около одного месяца пути». «После того как киргизы выразили покорность, а [потом] восстали, Чингиз-хан послал к этим вышеупомянутым племенам своего сына Джочи-хана. Он прошел по льду через Селенгу и другие реки, которые замерзли, и захватил [область] киргизов». «Во время [этого] похода и возвращения он также захватил и те племена».
Согласно «Сокровенному сказанию монголов», лесные племена выразили покорность Джучи в 1207 году (в год Зайца). Высоко оценив заслуги Джучи, Чингисхан обратился к нему со словами: «Ты старший из моих сыновей. Не успел выйти из дому, как в добром здравии благополучно воротился, покорив без потерь людьми и лошадьми Лесные народы. Жалую их тебе в подданство».

## Современность
Термин кыштым как этноним употребляется до сих пор как в названии народа — ашкыштымы (сеок телеутов), так и в названиях родов и фамилий у хакасов и тувинцев. В составе койбалов известен сеок хыстым, от которого происходит хакасская фамилия Кыштымовы. У современных тувинцев имеется родовая группа кыштаг. В составе томских татар (одной из групп сибирских татар) упоминается племя аз-кыштым.